# Lavet (rivière)
Le Lavet est une rivière pyrénéenne du sud de la France qui coule dans les départements des Hautes-Pyrénées et de la Haute-Garonne en région Occitanie. C'est un affluent direct de la Garonne en rive gauche.

## Histoire

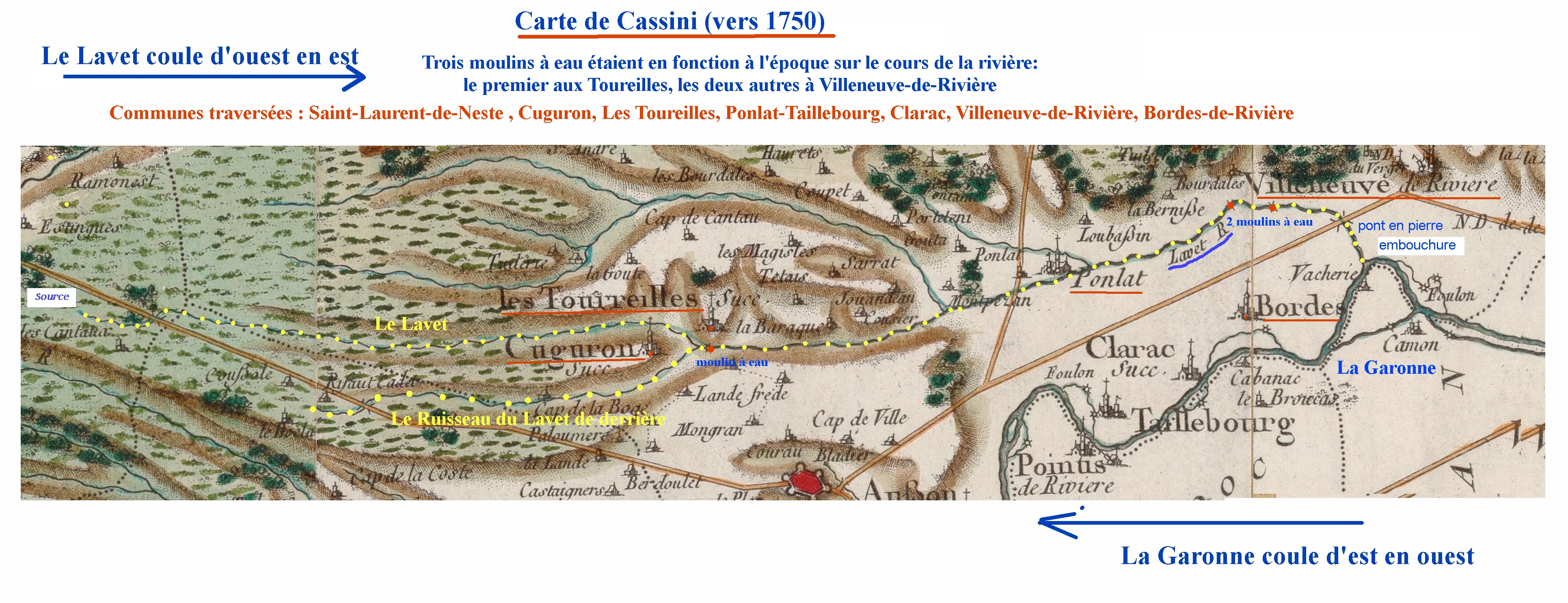
Le Lavet - Carte de Cassini (vers 1750).

## Géographie
La longueur de son cours d'eau est de 16,6 km. Le Lavet prend sa source sur la commune de Saint-Laurent-de-Neste dans les Hautes-Pyrénées. Après un parcours de 16,6 kilomètres, il se jette dans la Garonne en rive gauche sur la commune de Bordes-de-Rivière dans la Haute-Garonne.

### Communes et départements traversés
- Hautes-Pyrénées : Saint-Laurent-de-Neste
- Haute-Garonne : Cuguron, Les Tourreilles, Ponlat-Taillebourg, Clarac, Villeneuve-de-Rivière, Bordes-de-Rivière.

## Principaux affluents
- (G) Ruisseau des Graves : 3,4 km
- (G) Ruisseau Goutte de Rebourg : 2,4 km
- (D) Ruisseau du Lavet de Derrière : 14,3 km
- (G) Ruisseau de Goutte Marit : 2,7 km
- (G) Ruisseau du Bédiau : 2,1 km

(D) rive droite ; (G) rive gauche.